# Palazzo Tobia Pallavicino
Il palazzo Tobia Pallavicino, o palazzo Carrega-Cataldi, è un edificio storico italiano, sito in via Garibaldi 4, nel centro storico di Genova. È uno dei Palazzi dei Rolli che furono designati, al tempo della Repubblica di Genova, a ospitare gli ospiti di alto rango durante le visite di stato per conto del governo genovese.
L'edificio è fra i 42 palazzi dei rolli selezionati e dichiarati Patrimonio dell'umanità dall'UNESCO il 13 luglio 2006.
È sede della Camera di Commercio di Genova.

## Storia e descrizione

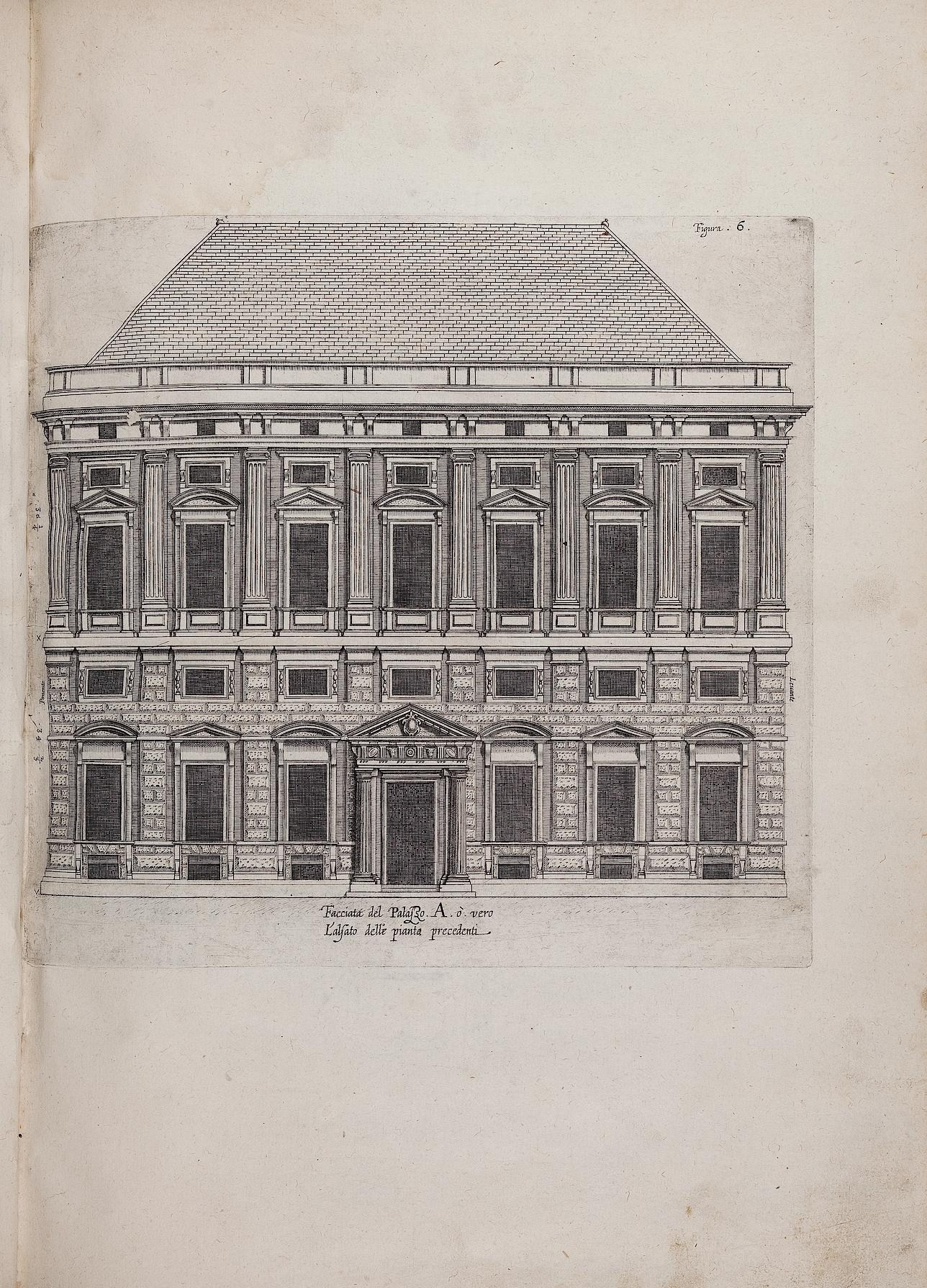
P.P. Rubens, Palazzi di Genova, Anversa - 1622

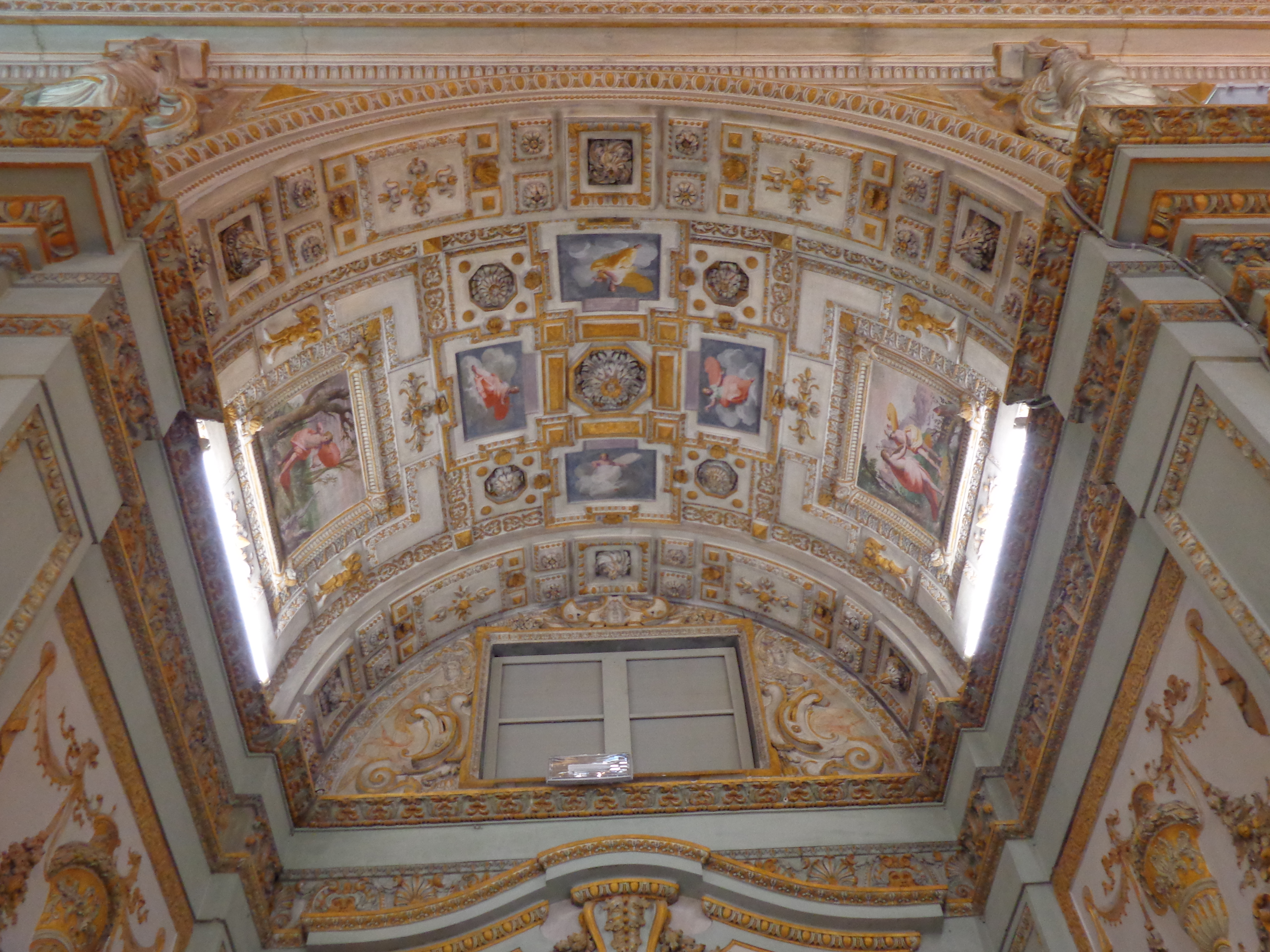
Giovanni Battista Castello, volta dell'atrio

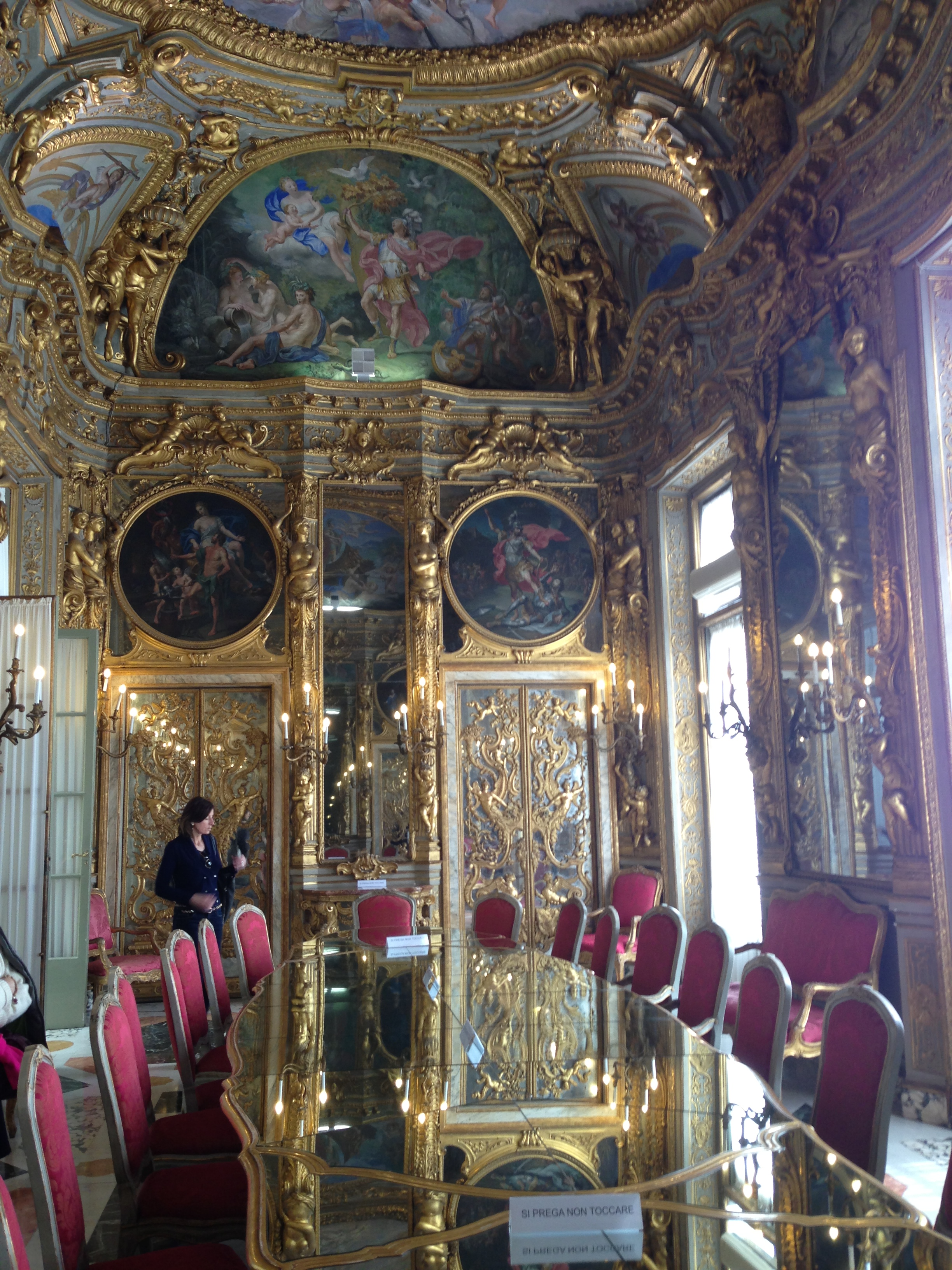
Lorenzo De Ferrari, Galleria dorata, 1734-1744

Il palazzo fu costruito tra il 1558 e il 1561 per Tobia Pallavicino da Giovan Battista Castello "il Bergamasco" con la collaborazione di Bartolomeo Riccio, di Domenico Solari e di Antonio Roderio. Si tratta della prima opera nota eseguita a Genova dal bergamasco, alla quale lavorò in contemporanea con la decorazione della villa suburbana dello stesso Pallavicino, progettata pochi anni prima da Galeazzo Alessi, nota come Villa Pallavicino delle Peschiere. Tobia Pallavicino, facoltoso commerciante in allume, era discendente di una delle famiglie di più antica nobiltà della città e occupò numerose cariche per la repubblica genovese. Fu tra i primi ad acquistare una vasta area per l'edificazione del palazzo di famiglia prospiciente la Strada Nuova progettata pochi anni prima dal Cantoni, con un giardino, poi scomparso durante gli ampliamenti settecenteschi, che si apriva sulla retrostante piazza del ferro.
Nella costruzione del palazzo il Bergamasco, già attivo nella sua città d'origine come decoratore e frescante, procede simultaneamente e coerentemente con la decorazione delle superfici esterne ed interne. La chiarezza del prospetto è rinascimentale e di chiara influenza alessiana, con il rivestimento a bugnato in pietra di finale al piano terreno, e le lesene di ordine ionico al primo piano che scandiscono armoniosamente la facciata.
La costruzione cinquecentesca era costituita da un blocco cubico di due piani più due mezzanini. L'edificio non subì modifiche rilevanti fino all'inizio del XVIII secolo, quando passato in proprietà alla famiglia Carrega venne sopraelevato di un piano e ampliato considerevolmente: furono costruiti due bracci perpendicolari e il corpo retrostante delimitati verso Piazza del Ferro da una semplice facciata a intonaco.

### La decorazione cinquecentesca
La decorazione interna rispecchia le due fasi della costruzione: In particolare sono giunti intatti fino a noi i due vestiboli del piano terreno e del piano nobile, completamente rivestiti dalla decorazione tardo rinascimentale. Qui è evidente l'inspirazione ai modelli romani ed in particolare raffaelleschi da parte del Castello, autore del progetto e degli affreschi racchiusi fra gli stucchi e le grottesche. Al piano terreno cornici dalla delicata modulazione in stucco bianco corrono fra fantasiosi e minuti decori a grottesca e più ampi affreschi raffiguranti le divinità dell'Olimpo a figura intera, mentre negli ottagoni centrali sono rappresentate Giunone e Leda. Sulle pareti laterali e sulla volta del vestibolo del piano nobile, più luminoso, la cromia delle decorazioni si fa invece più accesa. Anch'esse sono interamente rivestite, grazie all'intervento del Bergamasco, da stucchi e grottesche e riquadri affrescati che rappresentano Apollo Citaredo con le Muse e figure musicanti. Anche qui è evidente l'unitarietà del progetto di architettura e decorazione.

### Gli ambienti settecenteschi
Alla fase settecentesca appartengono in particolare due ambienti, la cappella e la galleria dorata, capolavori del tardo barocco genovese dovuti a Lorenzo De Ferrari, di cui costituiscono le opere estreme ultimate poco prima della morte nel 1744. In entrambi gli ambienti la decorazione si fa totalizzante fondendo pareti, soffitti, porte, specchiere e arredi in un sofisticato apparato scenografico destinato allo stupore dello spettatore.
La Cappella è un piccolo ambiente chiuso, destinato a mettere in risalto la celebre statua della Vergine con Bambino (nota come Madonna Carrega), scolpita da Pierre Puget intorno al 1680, che attualmente si trova esposta al Museo di Sant'Agostino ed è stata sostituita da una copia nel 2004. L'artista si serve di una finta architettura a trompe-l'œil realizzata in stucco dorato e affresco per fingere un colonnato aperto sul giardino, quale quinta teatrale per gruppo marmoreo della Vergine, che risalta grazie al contrasto tra il candore del marmo e i colori accesi dello sfondo. Parimenti sul soffitto la finta architettura a stucco crea un oculo che inquadra l'affresco con un volo di angeli. Le ante della porta sono dipinte su tela dallo stesso pittore che vi raffigurò due medaglioni con l'Annunciazione e la Natività a monocromo.
La complessa macchina decorativa della Galleria Dorata realizzata dal De Ferrari probabilmente in collaborazione con Diego Francesco Carlone, rappresenta uno degli esiti più alti del tardo barocco genovese. Essa è posta a chiusura della struttura settecentesca del palazzo, e costituisce un esempio significativo del gusto Rococò a Genova. Fu interamente ideata dal De Ferrari tra il 1734 e il 1744 seguendo un disegno unitario che fonde insieme stucchi dorati, specchi ed affreschi. L'intero ciclo decorativo è ispirato alle storie di Enea; nel medaglione centrale della volta e nei tondi su tela vengono svolti gli episodi più importanti nell'Eneide. Sull'ovale della volta è il Concilio degli dei, con Venere, madre di Enea al cospetto di Giove. Nelle due grandi lunette, lo Sbarco di Enea e Enea e Venere, mentre nei quattro tondi sono La fuga da Troia, Enea e Didone, Venere commissiona a Vulcano le armi di Enea e La sconfitta di Turno.

## Galleria d'immagini

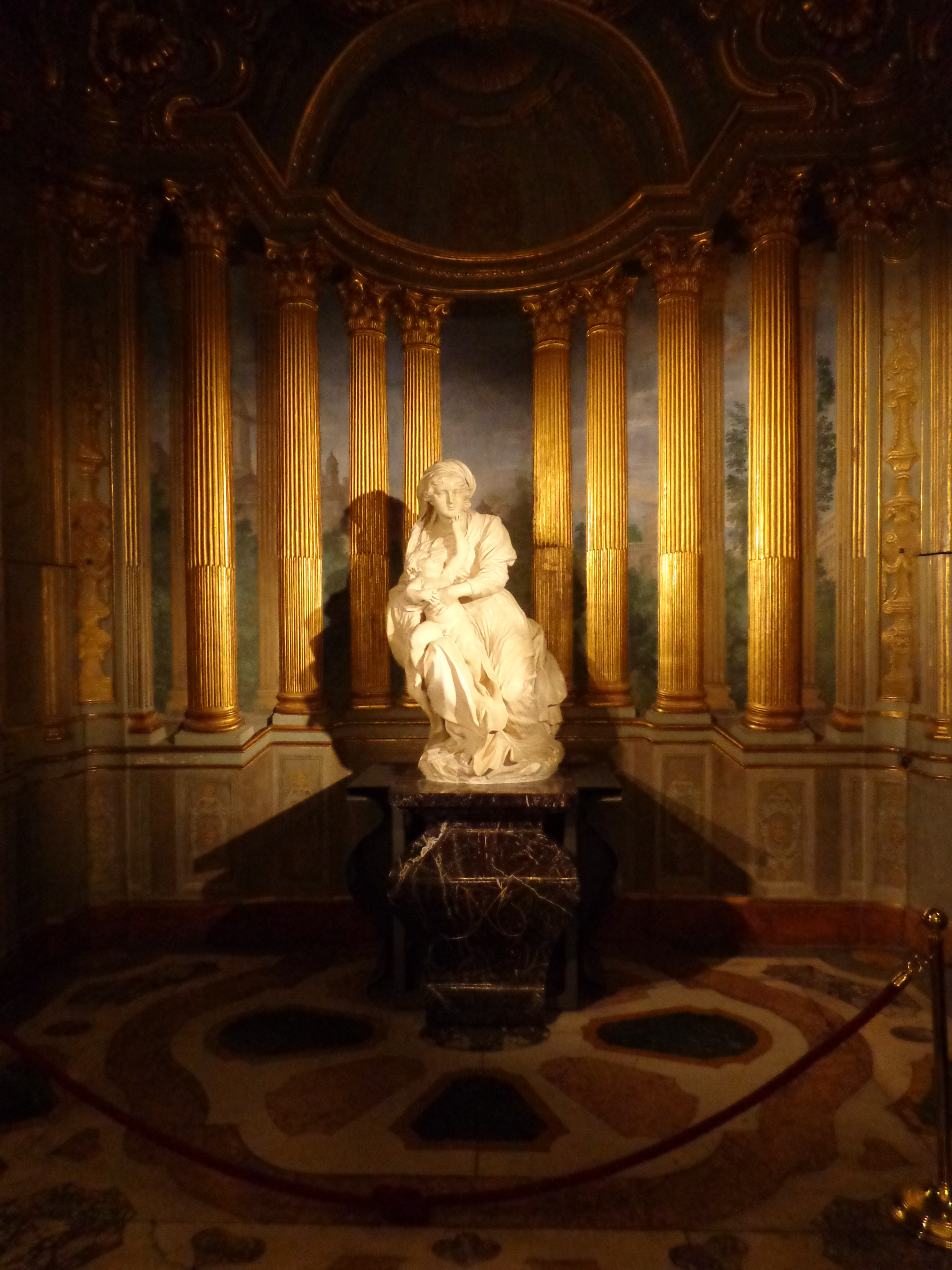
Cappella con la Madonna Carrega del Puget
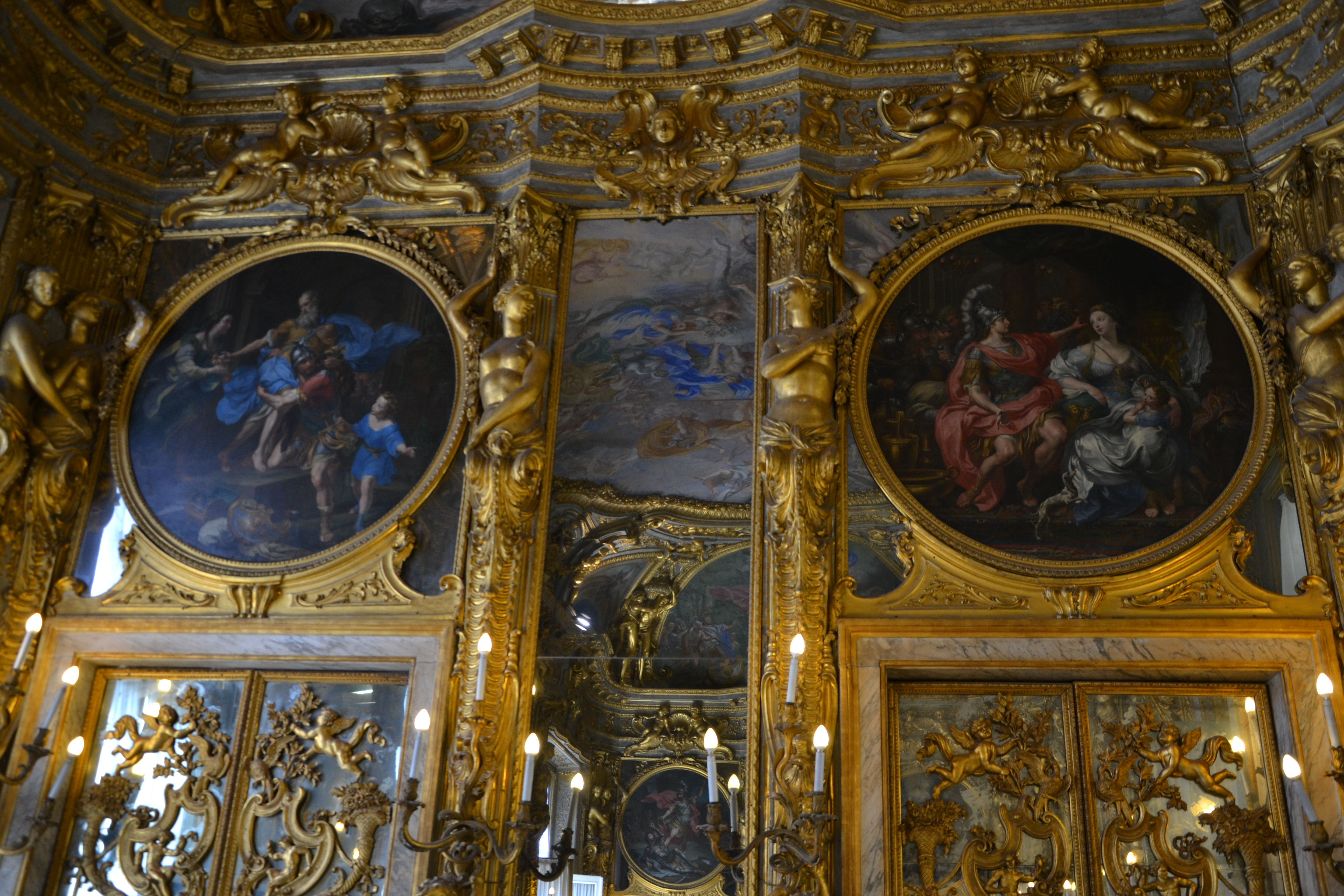
Lorenzo De Ferrari, Storie di Enea
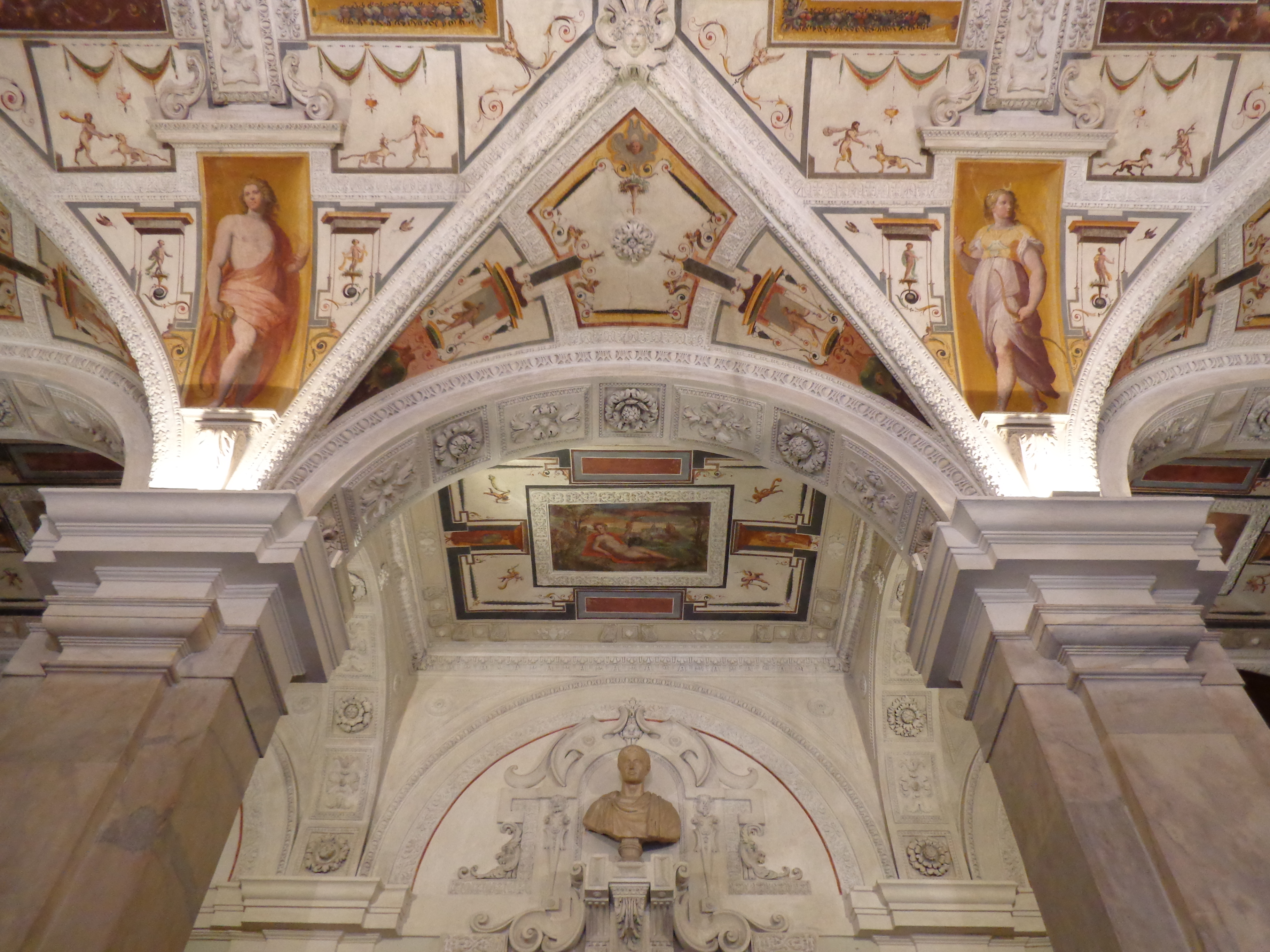
Giovan Battista Castello "il Bergamasco", Particolare dell'Atrio
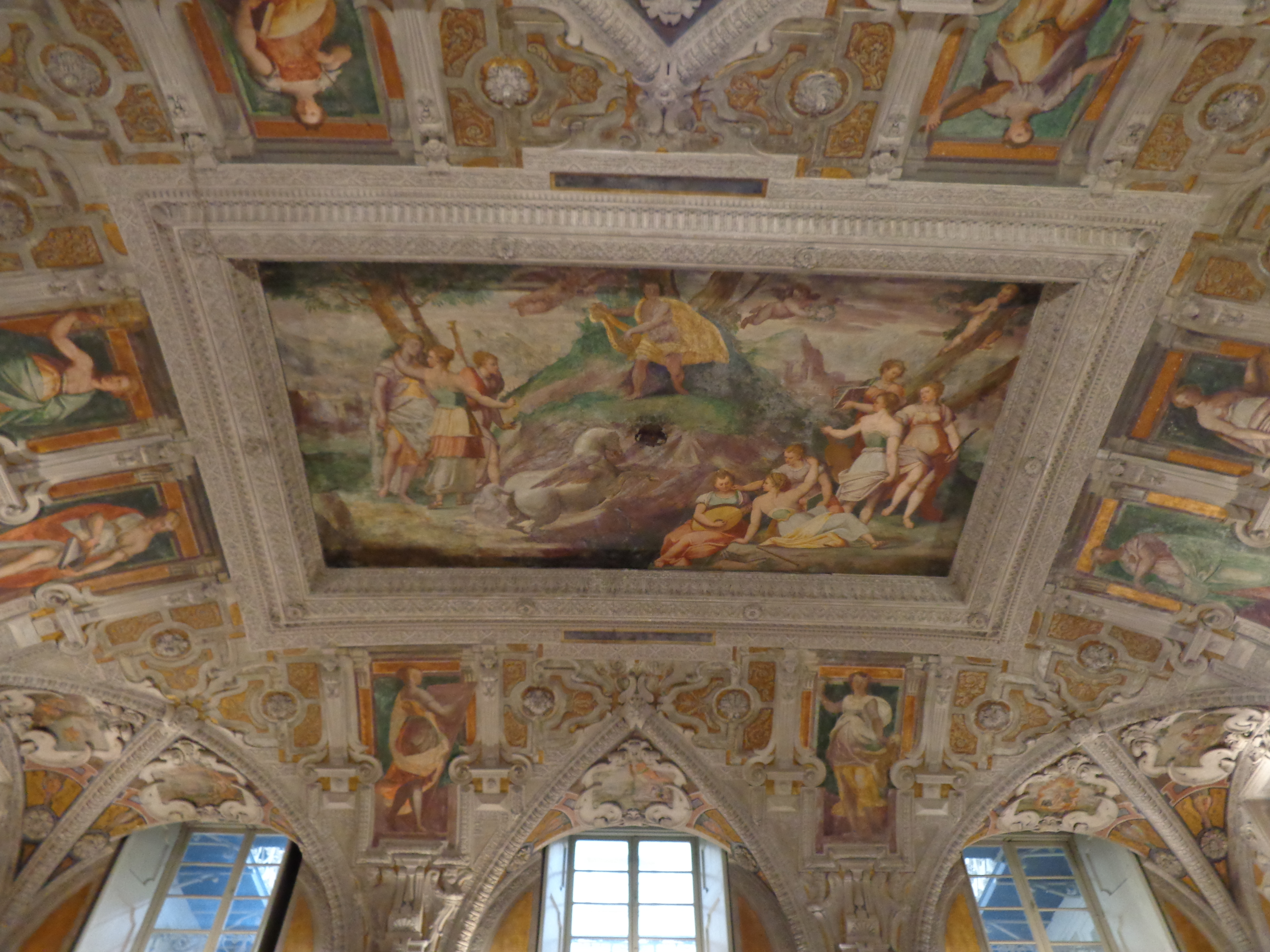
Giovan Battista Castello "il Bergamasco", Soffitto della sala del Parnaso
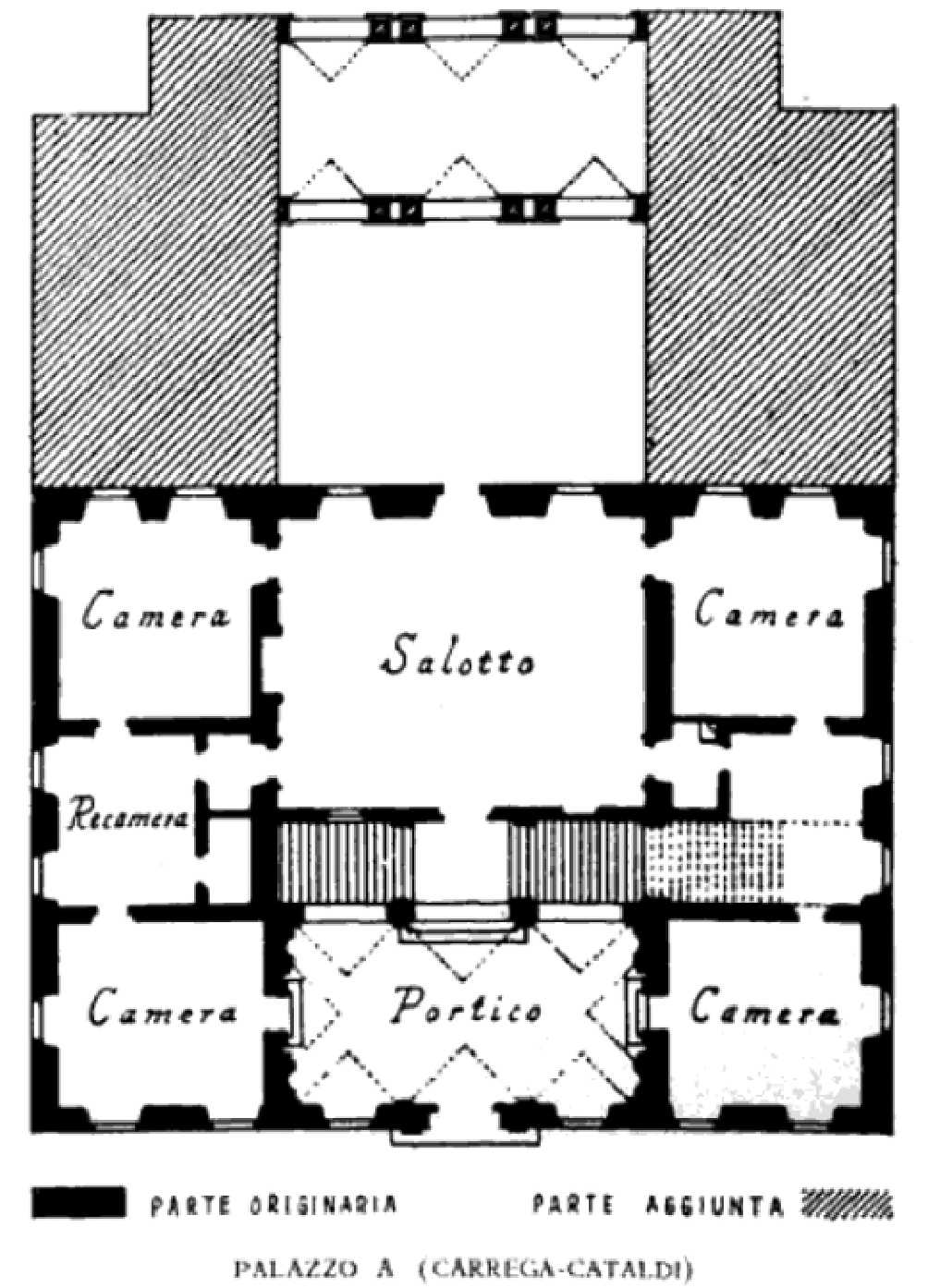
Piantina del Palazzo nel 1938, con parti nuove e originali come descritte da Mario Labò